# Kokubunji (Tokyo)
Pour l’article homonyme, voir Kokubunji.
Kokubunji (国分寺市, Kokubunji-shi) est une ville de la métropole de Tokyo, au Japon.

## Géographie

### Situation
Kokubunji est située dans le centre de la métropole de Tokyo.

### Municipalités limitrophes
| Tachikawa | Kodaira   | Kodaira |
| Tachikawa | Kokubunji | Koganei |
| Kunitachi | Fuchū     | Fuchū   |

### Démographie
En mars 2020, la population de Kokubunji s'élevait à 125 230 habitants répartis sur une superficie de 11,46 km2.

## Histoire
La zone de actuelle de Kokubunji faisait partie de l'ancienne province de Musashi et abritait le temple Kokubun-ji établi pendant l'époque de Nara. Lors de la réforme cadastrale de 1878, postérieure à la restauration de Meiji, la zone fut intégrée au district de Kitatama dans la préfecture de Kanagawa.
Le village moderne de Kokubunji est créé le 1er avril 1889 et il est transféré à la préfecture de Tokyo en 1893. Kokubunji devient un bourg en 1940 et enfin une ville le 3 novembre 1964.

## Culture locale et patrimoine
- Jardin de Tonogayato

## Transports
La ville est desservie par les lignes Chūō et Musashino de la JR East, et les lignes Kokubunji et Tamako de la Seibu. Les principales gares sont celles de Kokubunji et Nishi-Kokubunji.

## Jumelages
Kokubunji est jumelée avec :
- Sado (Japon),
- Marion (Australie),
- Iiyama (Japon),
- Uozu (Japon).